# My Favourites
My Favourites – album kompilacyjny niemieckiej piosenkarki Sandry wydany w 1999 roku przez Virgin Records.

## Tło
Wydawnictwo jest podwójnym albumem składającym się z remiksów wybranych piosenek Sandry na dysku 1 oraz selekcji jej ulubionych utworów, w większości ballad, na dysku 2. Nowa wersja „Secret Land” została wydana jako pierwszy singel i spotkała się z niewielkim sukcesem na niemieckiej liście przebojów. „Maria Magdalena” oraz „In the Heat of the Night” ukazały się jako single promocyjne we Francji. Album My Favourites dotarł do top 20 list sprzedaży w Niemczech i Norwegii, a także do miejsca 69. na liście ogólnoeuropejskiej.

## Lista utworów
CD 1 (Remixes)
1. „Mirrored in Your Eyes” – 3:36
2. „Secret Land” – 3:19
3. „We'll Be Together” – 3:53
4. „Won't Run Away” – 4:08
5. „Maria Magdalena” – 3:59
6. „Heaven Can Wait” – 4:10
7. „Hiroshima” – 4:10
8. „Tell Me More” – 3:38
9. „Celebrate Your Life” – 3:38
10. „Around My Heart” – 3:42
11. „In the Heat of the Night” – 4:28
12. „Way to India” – 4:51

CD 2 (Originals)
1. „No Taboo” – 3:51
2. „Johnny Wanna Live” – 3:45
3. „Don't Be Aggressive” – 4:46
4. „One More Night” – 3:39
5. „Steady Me” – 3:57
6. „Love Turns to Pain” – 4:59
7. „Seal It Forever” – 4:50
8. „I Need Love '95” – 3:27
9. „When the Rain Doesn't Come” – 4:44
10. „Nights in White Satin” – 3:35
11. „First Lullaby” – 4:30
12. „Fading Shades” – 0:53

## Pozycje na listach
| Kraj i lista               | Pozycja |
| -------------------------- | ------- |
| Niemcy (Media Control)     | 16      |
| Norwegia (VG-lista)        | 15      |
| Szwajcaria (Alben Top 100) | 43      |